# Spartacus International Gay Guide
A Spartacus International Gay Guide (röviden Spartacus) egy melegeknek szóló nemzetközi útikalauz, ami 1970 óta, évente jelenik meg. Először John Stamford publikálta, ma pedig a Bruno Gmünder Verlag adja ki Berlinben. 2011-ben a 40. kiadásánál tartott, és világszerte hozzáférhető a melegeket ellátó boltokban és online, 6000-8000 Ft körüli áron. A 40. kiadás elnyerte a világ legsikeresebb meleg férfi útikönyv díját a nemzetközi meleg és leszbikus utazási társaságtól. Sok minden változott 40 év alatt 1970-ben még 109 oldalas volt és 3000 címet tartalmazott a kiadvány, amely 1982-ben 736 oldalasra, majd 2011-ben 1160 oldalasra bővült. Jelenleg kifejlesztés alatt van a kiadvány iPhone alkalmazása, mellyel könnyebben eligazodhatnak az utazók a világban. A sorozat kiadványai között szerepel még a Berlin von Hinten, amely Berlin meleg helyeit mutatja be, a Spartacus International Sauna Guide, amely 8. kiadásánál tart és a szaunák világába vezeti be az olvasókat, a Gay Hot Spots, amely a világ 20 legjobb városát ismerteti, valamint a Spartacus International Hotel & Restaurant Guide, mely melegbarát szállodákat és éttermeket tartalmaz.
A Spartacus 2011-es kiadása a Föld több mint 160 országát mutatja be több mint 1200 oldalon a melegek szemszögéből, a jelentősebb városoknak önálló alfejezeteket szentelve. (A fennmaradó, jórészt afrikai és ázsiai országokról csak minimális információ érhető el, elsősorban a homoszexualitás törvényes voltára vonatkozóan.) Az egyes kötetek több mint 22 000 meleghely rendszeresen frissített adatait és jellemzőit sorolják fel (bárok, klubok, fürdők, szaunák, éttermek, kávézók, szálláshelyek, csoportok, közösségek, szakboltok, utazási irodák, folyóiratok, honlapok stb.). Az általános bevezetők, ismertetők öt nyelven olvashatók (angolul, németül, franciául, spanyolul és olaszul), az egyes helyek leírása pedig angolul. Átfogó és praktikus jellege folytán a meleg utazók körében igen népszerű.
Összehasonlításként: egy korábbi (a 2003/2004-es) kiadás (ISBN 3861872781) 1248 oldalából Magyarországot 12 oldalon tárgyalták; az USA-ról 173, Németországról 161, Olaszországról 103, Spanyolországról 90, Franciaországról 82, Nagy-Britanniáról 51, Hollandiáról 40 oldal szólt; Kína témája 11 oldalt ölelt fel, Oroszországé pedig 5-öt.

## Megjegyzés
A Spartacus International Gay Guide egyik kiadásának sincs magyar fordítása. Az egyetlen könyv, ami hasonló témában eddig magyarul megjelent, az Európai útikönyv „másoknak” (ISBN 963-86091-0-9, 2000).